# Haworthia nortieri
Haworthia nortieri là một loài thực vật có hoa trong họ Măng tây. Loài này được G.G.Sm. mô tả khoa học đầu tiên năm 1946.